# سرجیو زردینی
سرجیو زردینی (انگلیسی: Sergio Zardini; ۲۲ نوامبر ۱۹۳۱ – ۲۲ فوریهٔ ۱۹۶۶)از برندگان مدال‌های بازی‌های المپیک اهل ایتالیا بود.